# Hedvika z Anjou
Svatá Hedvika z Anjou (polsky Św. Jadwiga Andegaweńska, maďarsky Hedvig, latinsky Hedvigis, 18. února 1374, Budín – 17. července 1399, Krakov) byla polská královna, která vládla v letech 1384 až 1399. Roku 1997 byla svatořečena. 
Je spoluzakladatelkou Jagellonské univerzity v Krakově, byla patronkou litevské univerzitní koleje v Praze a patronkou královen sjednocené Evropy.

## Dětství
Hedvika byla nejmladší dcerou uherského a polského krále Ludvíka I. Velikého z Anjou a Alžběty Bosenské. Byla následnicí nejstarší vládnoucí dynastie polských králů Piastovců, a to jak po otcovské, tak i po mateřské linii. Její babička z otcovy strany Alžběta Polská byla dcerou krále Vladislava I. Lokýtka, který v roce 1320 znovu sjednotil Polsko.
Hedvika byla vychována na královském dvoře v Budě a Visegrádu v Uhersku. V roce 1378 byla zaslíbena potomku habsburského rodu Vilémovi Rakouskému a strávila rok na císařském dvoře ve Vídni. V roce 1364 u příležitosti slavnostních Dnů Krakova se Hedvičin otec Ludvík I. Veliký dohodl se svým dřívějším tchánem římským císařem a českým králem Karlem IV., že se Karlův mladší syn a budoucí císař Zikmund Lucemburský zasnoubí s Ludvíkovou nejstarší dcerou Marií. Původní Ludvíkův plán spočíval v tom, že království polské přenechá Marii, neboť i Zikmund měl dědičná práva k Polsku, zatímco Hedvičin rakouský manžel Vilém Habsburský bude vhodnější pro Uhry s ohledem na geografickou blízkost s habsburskými državami.
Hedvika byla velmi vzdělaná. Hovořila latinsky, bosensky, chorvatsky, maďarsky, polsky a německy, zajímala se o umění, hudbu i vědu. Proslulá byla i její zbožnost a úcta k Panně Marii a samozřejmě k Hedvičině patronce svaté Hedvice Slezské.

## Vláda

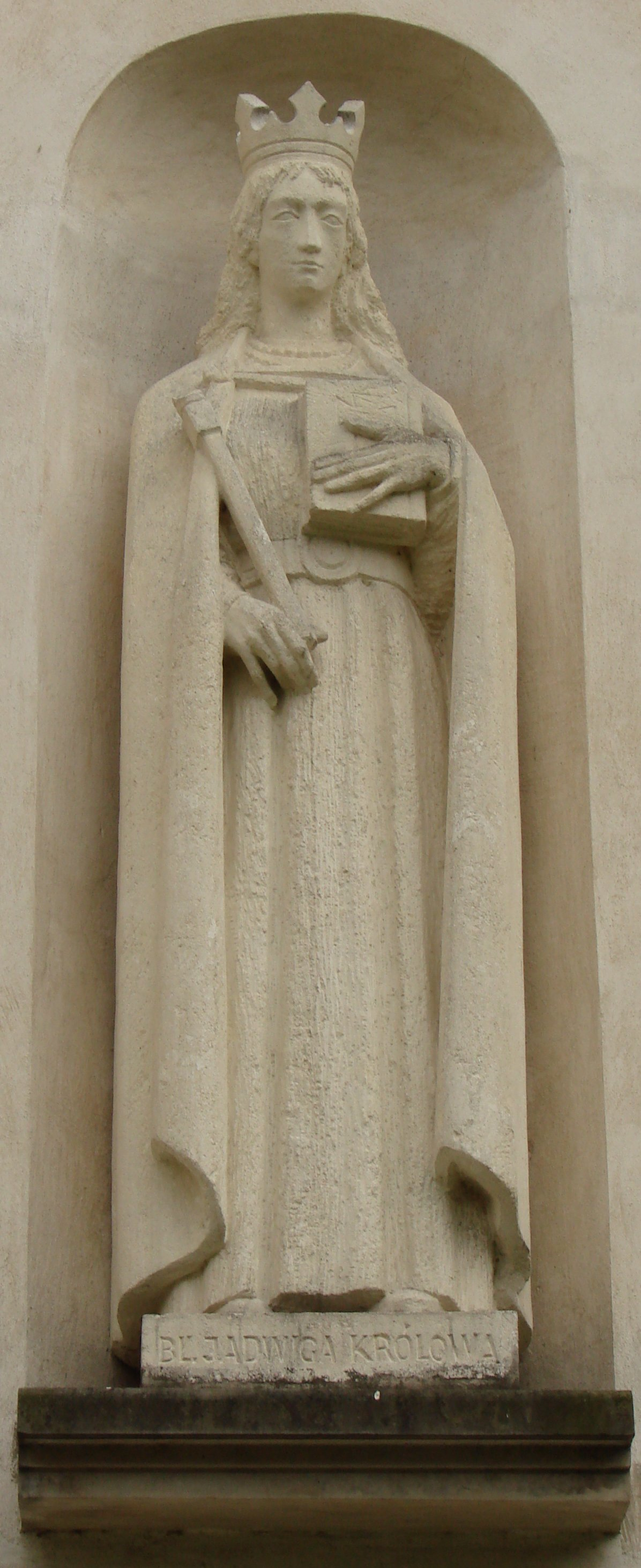
Socha v kostele sv. Josefa v Muszynie

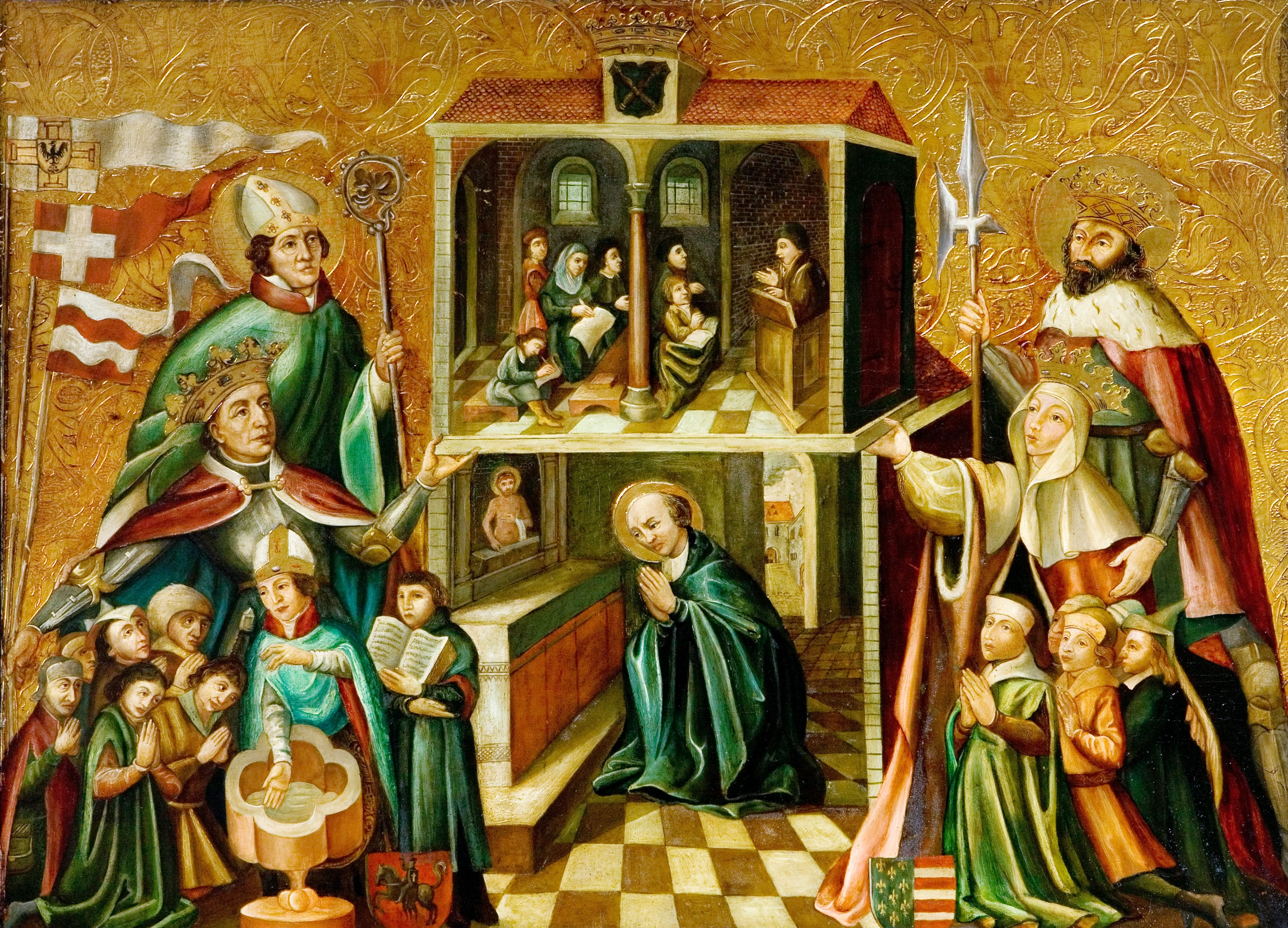
Vladislav a Hedvika jako zakladatelé Jagellonské univerzity v Krakově, desková malba z 1. čtvrtiny 16. století

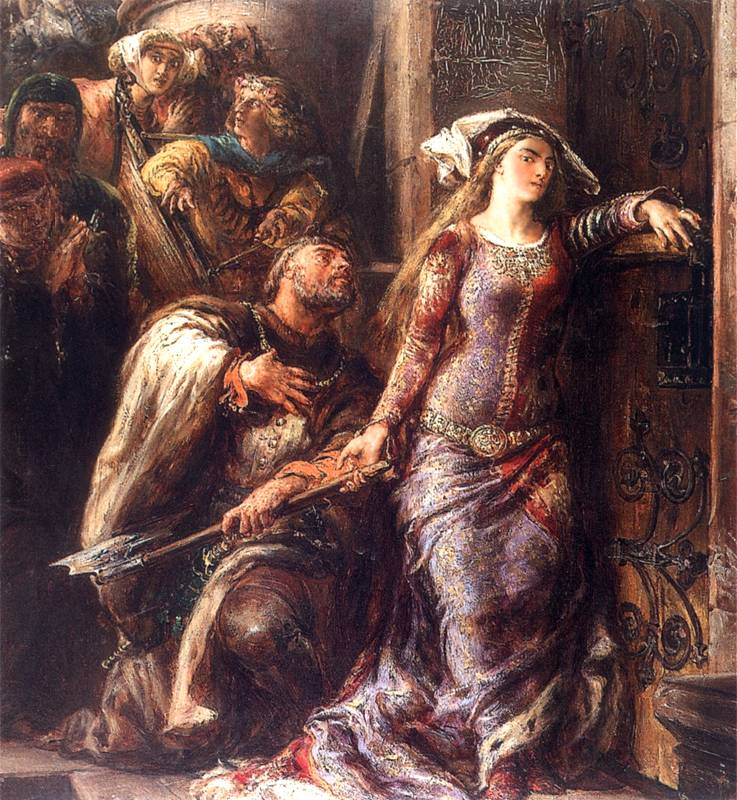
Jan Matejko: Královna Hedvika a vojvoda Dymitr z Goraje

Až do roku 1370 vládla v Polsku dynastie Piastovců. Jejich poslední král Kazimír III. (syn Vladislava I. Lokýtka) nezanechal legitimního syna. Měl sice vnuka, ale toho pro jeho mládí nepovažoval za schopného vlády. Prohlásil tedy za následníky svou sestru Alžbětou Polskou a jejího syna Ludvíka I. Velikého. Ludvík byl sice korunován, ale faktickou moc si podržela Alžběta až do své smrti v roce 1380. Ludvík zemřel krátce po ní v roce 1382 a uherský trůn zdědila nejstarší dcera Marie, i když regentkou se stala její matka Eliška Bosenská.
Malopolská šlechta, která byla faktickým vládcem Polska, nechtěla pokračovat v personální unii s Uherskem a nechtěla ani akceptovat Mariina snoubence Zikmunda Lucemburského jako regenta. Vybrala si proto jako novou polskou královnu Mariinu mladší sestru Hedviku. Po dvou letech sporů s regentkou Eliškou Bosenskou a po občanské válce ve Velkopolsku (1383) byla Hedvika ve věku deseti let v Krakově korunována jako Hedwig Rex Poloniae (Hedvika, polský král) a nikoliv Regina Poloniae (královna), aby se zdůraznilo, že je vládcem ze svého vlastního práva a nikoliv jen jako něčí snoubenka. Krátce po Hedvičině korunovaci se vynořili další uchazeči o sňatek a do Krakova přijel Hedvičin snoubenec Vilém Habsburský s požadavkem naplnění předchozích dohod. To se mu však nepodařilo. Z Krakova byl vypuzen a Hedvika sama zasnoubení zrušila. Vilém si později vzal Hedvičinu sestřenici Janu II. Neapolskou.
V roce 1385 došlo k personálnímu spojení Polska a Litvy. Litva byla v té době poslední pohanskou zemí v Evropě. Litevský velkokníže Jogaila (polsky Jagiełło) přijal křesťanství a při křtu obdržel jméno Vladislav. V březnu 1385 se rovněž konala svatba 36letého Jogaily s 12letou Hedvikou a krátce po ní byl Jogaila korunován na polského krále jako Vladislav II. Jagello.
Jako královna měla Hedvika patrně velmi málo skutečné moci vzhledem k silné pozici polské šlechty a vládě krále Vladislava. Byla však velmi aktivní v politickém, diplomatickém a kulturním životě. Zasloužila se o překlady četných latinských knih do polštiny. Mnoho ze svého bohatství věnovala na dobročinné účely, zakládala nemocnice a kláštery. Zasloužila se o založení biskupství ve Vilniusu a věnovala značné finanční prostředky na znovuvybudování krakovské univerzity, která na počest její a jejího manžela nese jméno Jagellonská univerzita. Když v roce 1386 její manžel, litevský velkokníže Jogaila, v dosud pohanské Litvě přijal za státní náboženství katolickou víru, Hedvika v rámci podpory katolické víry na Litvě v roce 1397 financovala založení Litevské koleje a zvláštního odloučeného internátu pro litevské kleriky při Pražské universitě (kolej byla využívána hlavně Litevci, protože běloruští a rusínští, resp. ukrajinští poddaní litevských velkoknížat byli pravoslavného vyznání).
22. května 1399 Hedvika porodila dceru Elišku. Matka i dcera však do měsíce zemřely na poporodní komplikace a byly pohřbeny v katedrále sv. Stanislava na Wawelu v Krakově. Ve svém testamentu královna Hedvika odkázala finance krakovské univerzitě.  

## Legendy a svatořečení
Po smrti byla Hedvika ctěna a vyprávěly se legendy o zázracích, které měly potvrdit její svatost. Patří k nim legendární epizoda o Hedvičině kříži. Hedvika se často modlila před velkým černým křížem, který dodnes visí v severní lodi katedrály na Wawelu. Traduje se, že Kristus ukřižovaný na tomto kříži k ní často promlouval.  Další legendární epizoda se váže k Hedvičině stopě. Hedvika údajně navštívila kameníka, který ji prosil o pomoc, a věnovala mu drahokam z přezky svého střevíce. Po jejím odchodu překvapený kameník zpozoroval hluboký otisk její boty v sádrové podlaze, ačkoli šlo o sádru již dávno zatvrdlou. Tento otisk je v Krakově dodnes uchováván.

## Hrob a úcta

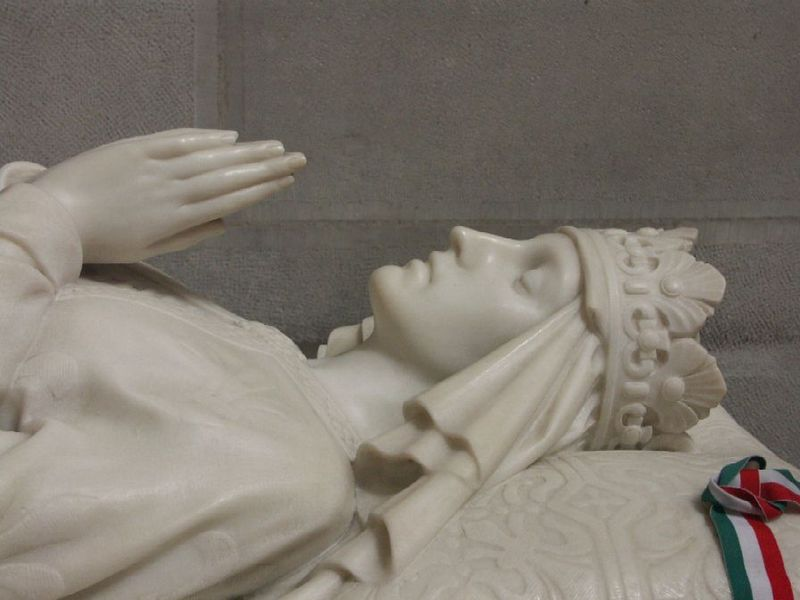
Detail náhrobku královny Hedviky v katedrále na Wawelu, Krakov

Hedvičin hrob v krakovské katedrále byl v historii asi třikrát otevřen: roku 1887 byly nalezeny dřevěné korunovační insignie, roku 1949 její ostatky dokumentovány tradičními metodami antropologie a roku 1987 vyjmuta jedna relikvie pro nový oltář. 
Autentické vyobrazení Hedviky neexistuje, jediná miniatura v uherské kronice (Chronicon pictum) ze 14. století je nezřetelná, podobně jako schematický reliéf trůnící královny na její majestátní pečeti. Podobizny ze 16.-19. století se navzájem zásadně liší, v panovnické galerii arcivévody Ferdinanda Tyrolského ze zámku Ambras je zobrazena jako žena středního věku. Polští malíři romantismu Aleksandr Lesser (1853-1854) a Jozef Simmler (1868) ji namalovali hnědovlasou, Jan Matejko světlovlasou, ten ji také v roce 1887 nakreslil s královskými insigniemi pro galerii polských panovníků (zde v infoboxu). Po otevření hrobu v roce 1949 byly ostatky královny přeneseny do nového sarkofágu z bílého mramoru, vytesal ho polský sochař a řezbář Antoni Madeyski. 
Všeobecnou úctu, které se královně Hedvice v Polsku a v Uhrách dostávalo, dovršil papež sv. Jan Pavel II., který již jako krakovský biskup u příležitosti oslav 600. výročí královnina narození v roce 1974 zavedl modlitbu u jejího hrobu. Jako papež dosáhl nejprve 8. srpna 1986 její beatifikace, a také ji při své návštěvě v Krakově 8. června 1997 svatořečil.
V Čechách se ke královně Hedvice vztahuje úcta k roku 1393, kdy založila nadaci litevské koleje pražské univerzity (nazývané také Nazaretská kolej) na Betlémském náměstí.